# 이마리정
이마리정(伊万里町)은 사가현 니시마쓰우라군에 있던 정이다. 현재의 이마리시의 일부에 해당한다.

## 지리
이마리 분지의 동남부에 위치하였다.

## 역사
- 1889년 4월 1일 - 정촌제 시행에 의해 니시마쓰우라군 이마리정이 성립하였다.
- 1928년 12월 10일 - 마키시마촌을 편입하였다.
- 1943년 12월 8일 - 오쓰보촌, 오카와치촌을 편입하였다.
- 1954년 4월 1일 - 야마시로정·히가시야마시로촌·구로카와촌·하타쓰촌·미나미하타촌·오카와촌·마쓰우라촌·니리촌과 합병해 이마리시가 신설되어 소멸하였다.

## 참고문헌
- 角川日本地名大辞典 41 佐賀県
- 『市町村名変遷辞典』東京堂出版、1990年。